# Coppa continentale di atletica leggera
La Coppa continentale di atletica leggera (nome ufficiale in inglese: IAAF Continental Cup) era una competizione internazionale di atletica leggera organizzata dalla IAAF.
Fino all'edizione del 2006 la competizione era denominata Coppa del mondo di atletica leggera (nome ufficiale in inglese: IAAF World Cup) ed era riservata alle cinque squadre continentali e a tre o quattro squadre nazionali mentre a partire dalla successiva del 2010 prese il suo nome ultimo e prevedeva la partecipazione di solo quattro squadre continentali. Inizialmente con cadenza biennale, dal 1994 l'evento si è disputato ogni quattro anni, negli anni pari non olimpici.

## Storia
Nel 1976, alla vigilia dei Giochi olimpici di Montréal, il 30º congresso della IAAF deliberò il futuro svolgimento della Coppa del mondo di atletica leggera che si sarebbe disputata ogni due anni a partire dal 1977. È da rilevare che all'epoca non venivano disputati i Campionati del mondo, che iniziarono a svolgersi solo a partire dal 1983.
Le finalità della manifestazione, come affermato dal presidente della IAAF Adriaan Paulen, sarebbero state:
- incrementare la solidarietà fra gli atleti di tutto il mondo e rafforzare i legami di amicizia tra loro;
- dare ai migliori atleti la possibilità di confrontarsi fra loro durante il quadriennio tra un'edizione dei Giochi olimpici e la successiva;
- stimolare lo sviluppo dell'atletica nei cinque continenti, specialmente in quelli tecnicamente arretrati, garantendo al contempo agli atleti dei diversi continenti la possibilità di confrontarsi tra loro;
- contribuire in questo modo allo sviluppo dell'atletica nel mondo, grazie all'assistenza della IAAF alle federazioni nazionali e ai singoli atleti.

Nel novembre 2008 la federazione cambiò nome e regolamento della competizione, denominandola Coppa continentale e riducendo le rappresentative partecipanti a quattro (Europa, Americhe, Africa e una selezione mista Asia-Oceania). La prima edizione dell'evento con il nuovo formato si tenne nel settembre 2010 a Spalato, Croazia.
Nel marzo 2020 il consiglio della federazione internazionale di atletica leggera decise di interrompere definitivamente la competizione.

## Regolamento
La Coppa del mondo prevedeva due competizioni separate, una maschile ed una femminile, distinte per squadre partecipanti e classifica.
A ciascun torneo partecipavano cinque selezioni continentali (Africa, Americhe, Asia, Europa, Oceania), le squadre nazionali degli Stati Uniti, dei primi due Paesi classificati nell'ultima edizione della Coppa Europa e, occasionalmente, del paese organizzatore della manifestazione. A seconda della presenza o meno di quest'ultima formazione, la competizione si poteva svolgere a 8 oppure 9 squadre.
Venivano disputate tutte le gare del programma olimpico di atletica leggera, escluse marcia, maratona e prove multiple, ad eccezione dei 10000 metri piani, sostituiti dai 3000 metri piani. Per ogni gara la squadra del primo atleta classificato si aggiudicava 8 punti (9 se il torneo era a nove squadre) con punteggio via via decrescente fino a un punto per l'ultimo classificato. Un atleta che non terminava la gara, o che non conseguiva alcun risultato valido, o che venisse squalificato non portava nessun punto alla propria squadra.
Dal 2010, con il cambio di denominazione in Coppa continentale, anche il regolamento subì alcune modifiche. Partecipavano alla competizione solo quattro squadre: Africa, Americhe, Europa e una selezione mista Asia-Oceania. Ogni squadra partecipava a ciascuna gara individuale con due atleti, eccetto nei 1500 metri piani, 3000 metri piani, 5000 metri piani e 3000 metri siepi, a cui potevano prendere parte tre atleti (ma solo i migliori due ricevevano un punteggio).
Il programma della competizione ed il punteggio di ogni singola specialità rimase il medesimo, tranne che per le staffette che prevedevano 15 punti al primo, 11 al secondo, 7 al terzo e 3 al quarto. A differenza della Coppa del mondo, veniva stilata un'unica classifica finale, determinata dalla somma dei punteggi ottenuti in tutte le gare, maschili e femminili.

## Edizioni

### Coppa del mondo
| Edizione | Anno | Città        | Nazione        | Data              | Sede                                  |
| -------- | ---- | ------------ | -------------- | ----------------- | ------------------------------------- |
| 1        | 1977 | Düsseldorf   | Germania Ovest | 2 - 4 settembre   | Rheinstadion                          |
| 2        | 1979 | Montréal     | Canada         | 24 - 26 agosto    | Stadio Olimpico                       |
| 3        | 1981 | Roma         | Italia         | 4 - 6 settembre   | Stadio Olimpico                       |
| 4        | 1985 | Canberra     | Australia      | 4 - 6 ottobre     | Canberra Stadium                      |
| 5        | 1989 | Barcellona   | Spagna         | 8 - 10 settembre  | Stadio olimpico Lluís Companys        |
| 6        | 1992 | L'Avana      | Cuba           | 8 - 10 settembre  | Estadio Panamericano                  |
| 7        | 1994 | Londra       | Regno Unito    | 9 - 11 settembre  | Crystal Palace National Sports Centre |
| 8        | 1998 | Johannesburg | Sudafrica      | 11 - 13 settembre | Johannesburg Stadium                  |
| 9        | 2002 | Madrid       | Spagna         | 20 - 21 settembre | Stadio Olimpico                       |
| 10       | 2006 | Atene        | Grecia         | 16 - 17 settembre | Stadio olimpico Spyros Louīs          |

### Coppa continentale
| Edizione | Anno | Città     | Nazione   | Data              | Sede                        |
| -------- | ---- | --------- | --------- | ----------------- | --------------------------- |
| 1        | 2010 | Spalato   | Croazia   | 4 - 5 settembre   | Stadio municipale di Poljud |
| 2        | 2014 | Marrakech | Marocco   | 13 - 14 settembre | Stade de Marrakech          |
| 3        | 2018 | Ostrava   | Rep. Ceca | 8 - 9 settembre   | Městský stadion             |

## Albo d'oro

### Coppa del mondo
| Edizione | Anno |           | Vincitore         | Secondo          | Terzo            |
| -------- | ---- | --------- | ----------------- | ---------------- | ---------------- |
| 1        | 1977 | Maschile  | Germania Est      | Stati Uniti      | Germania Ovest   |
| 1        | 1977 | Femminile | Europa            | Germania Est     | Unione Sovietica |
| 2        | 1979 | Maschile  | Stati Uniti       | Europa           | Germania Est     |
| 2        | 1979 | Femminile | Germania Est      | Unione Sovietica | Europa           |
| 3        | 1981 | Maschile  | Europa            | Germania Est     | Stati Uniti      |
| 3        | 1981 | Femminile | Germania Est      | Europa           | Unione Sovietica |
| 4        | 1985 | Maschile  | Stati Uniti       | Unione Sovietica | Germania Est     |
| 4        | 1985 | Femminile | Germania Est      | Unione Sovietica | Europa           |
| 5        | 1989 | Maschile  | Stati Uniti       | Europa           | Gran Bretagna    |
| 5        | 1989 | Femminile | Germania Est      | Unione Sovietica | Americhe         |
| 6        | 1992 | Maschile  | Africa            | Gran Bretagna    | Europa           |
| 6        | 1992 | Femminile | Squadra Unificata | Europa           | Americhe         |
| 7        | 1994 | Maschile  | Africa            | Gran Bretagna    | Americhe         |
| 7        | 1994 | Femminile | Europa            | Americhe         | Germania         |
| 8        | 1998 | Maschile  | Africa            | Europa           | Germania         |
| 8        | 1998 | Femminile | Stati Uniti       | Europa           | Africa           |
| 9        | 2002 | Maschile  | Africa            | Europa           | Americhe         |
| 9        | 2002 | Femminile | Russia            | Europa           | Americhe         |
| 10       | 2006 | Maschile  | Europa            | Stati Uniti      | Africa           |
| 10       | 2006 | Femminile | Russia            | Europa           | Americhe         |

### Coppa continentale
| Edizione | Anno | Vincitore | Secondo  | Terzo         | Quarto        |
| -------- | ---- | --------- | -------- | ------------- | ------------- |
| 1        | 2010 | Americhe  | Europa   | Africa        | Asia-Pacifico |
| 2        | 2014 | Europa    | Americhe | Africa        | Asia-Pacifico |
| 3        | 2018 | Americhe  | Europa   | Asia-Pacifico | Africa        |